# Hans Richarts
Hans Richarts (ur. 14 października 1910 w Schwarzenborn (Eifel), zm. 12 czerwca 1979 w Trewirze) – niemiecki polityk i działacz rolniczy, parlamentarzysta krajowy i europejski.

## Życiorys
W 1931 zdał maturę, następnie studiował nauki rolne na Uniwersytecie w Bonn, uzyskując w 1938 dyplom. W 1933 wstąpił do Narodowosocjalistycznej Niemieckiej Partii Robotników. Podczas II wojny światowej od 1939 do 1945 walczył w Wehrmachcie, pod koniec wojny znalazł się w niewoli. Od 1946 do 1948 pracował w stowarzyszeniu branży nasiennej, następnie zatrudniony w regionalnej izbie rolniczej.
Wstąpił do Unii Chrześcijańsko-Demokratycznej, działał w powiązanych z nią stowarzyszeniach rolniczych. Od 1952 zasiadał w radzie miejskiej Trewiru. Od 1953 do 1972 (z krótką przerwą w 1969) był deputowanym Bundestagu, w latach 1958–1973 delegat do Parlamentu Europejskiego.

## Odznaczenia
Odznaczony Orderu Zasługi Republiki Federalnej Niemiec: Krzyżem Oficerskim (1968) i Krzyżem Wielkim (1973).